# Gonaxia tasmanica
Gonaxia tasmanica is een hydroïdpoliep uit de familie Sertulariidae. De poliep komt uit het geslacht Gonaxia. Gonaxia tasmanica werd in 2001 voor het eerst wetenschappelijk beschreven door Watson & Vervoort. 